# Ramat Sapir

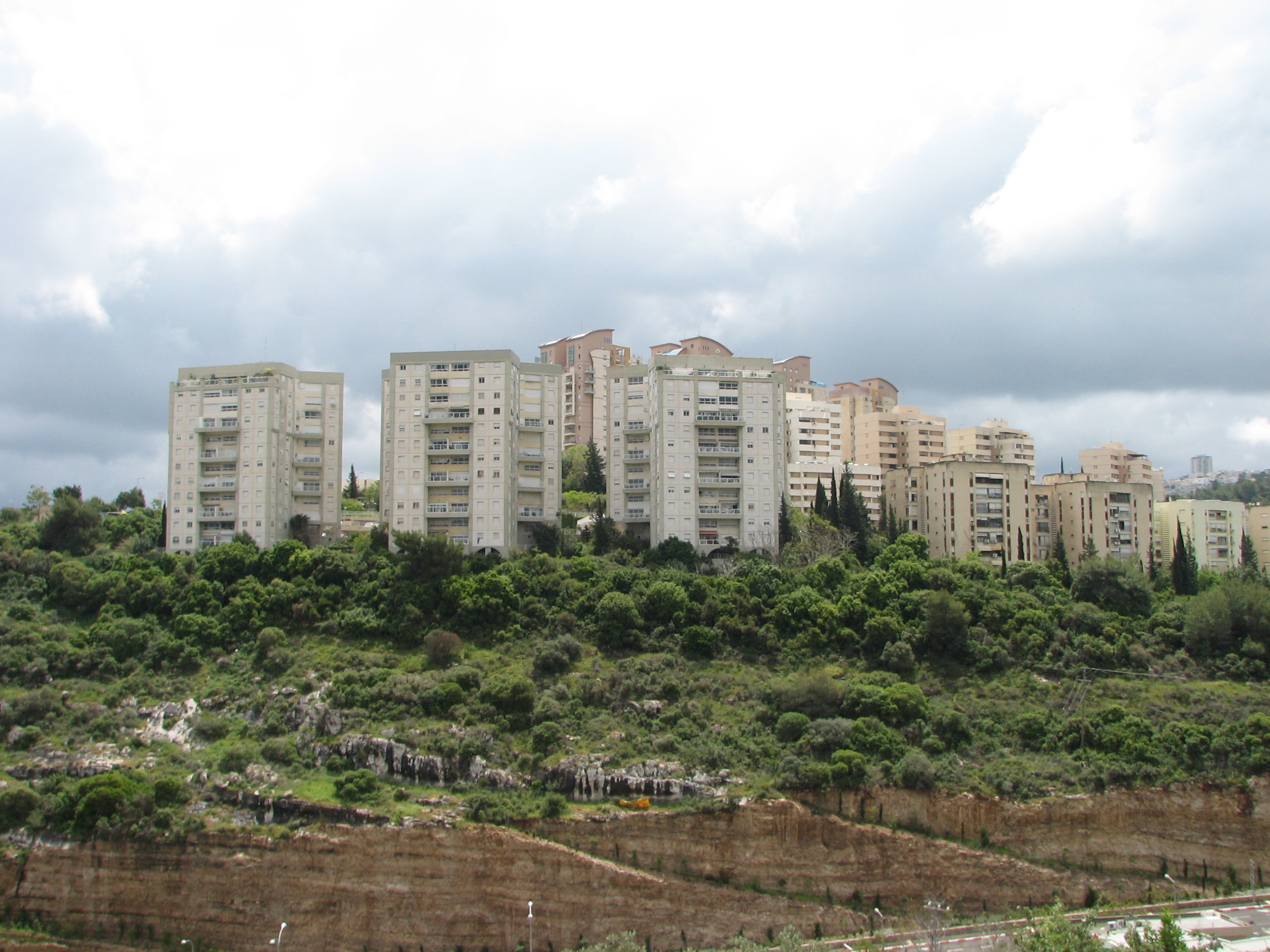
Zástavba v Ramat Sapir

Ramat Sapir (hebrejsky: רמת ספיר, doslova Sapirova výšina, též Ramot Sapir, רמות ספיר, Sapirovy výšiny) je čtvrť v jihovýchodní části Haify v Izraeli. Nachází se v administrativní oblasti Ramot Neve Ša'anan, v pohoří Karmel.

## Geografie
Leží v nadmořské výšce přes 200 metrů, cca 3,5 kilometru jihovýchodně od centra dolního města. Na východě s ní sousedí čtvrť Ramat Chen, na západě Ramat Ben Gurion a Romema, na severu Neve Ša'anan a na jihu nezastavěný vrch Giv'at Zemer a dál k jihu čtvrť Ramat Almogi. Zaujímá vyvýšenou sídelní terasu na severních svazích Karmelu, které se svažují k pobřeží Haifského zálivu, přičemž na východě i západě je ohraničena údolími bočních vádí, která pak na severu ústí do mohutného kaňonu Nachal Giborim, v němž ústí Karmelské tunely. Hlavní dopravní osou je ulice Derech Chankin. Populace je židovská, bez arabského prvku.

## Dějiny
Její výstavba začala počátkem 80. let 20. století. Zástavba sestává z veřejně budovaných obytných domů o výšce až osmi podlaží. Rozkládá se na rozloze 0,42 kilometru čtverečního. V roce 2008 zde žilo 2 800 lidí, z toho 2 630 Židů. Společně se sousední čtvrtí Ramot Remez tvoří ještě další statistický distrikt, jehož plocha dosahuje 1,64 kilometru čtverečního. V roce 2008 tu žilo 9 720 lidí (z toho 8 800 Židů). Je pojmenována podle izraelského politika Pinchase Sapira.